# Balassagyarmati kistérség
A Balassagyarmati kistérség Nógrád megye egyik kistérsége volt 2014-ig, amikor az összes többi kistérséghez hasonlóan megszűnt. Területe 532 km² volt, egy város (a kistérség központja, Balassagyarmat) és 28 község alkotta.

## Települései
| Település      | Rang (2014. január 1.) | Járás (2013. január 1.) | Népesség (2013. január 1.) | Terület (km²) |
| -------------- | ---------------------- | ----------------------- | -------------------------- | ------------- |
| Balassagyarmat | város                  | Balassagyarmati         | 16 055                     | 23,74         |
| Becske         | község                 | Balassagyarmati         | 549                        | 15,66         |
| Bercel         | község                 | Balassagyarmati         | 2 088                      | 35,9          |
| Cserháthaláp   | község                 | Balassagyarmati         | 359                        | 10,47         |
| Cserhátsurány  | község                 | Balassagyarmati         | 837                        | 18,8          |
| Csesztve       | község                 | Balassagyarmati         | 327                        | 16,25         |
| Csitár         | község                 | Balassagyarmati         | 404                        | 16,85         |
| Debercsény     | község                 | Balassagyarmati         | 73                         | 5,43          |
| Dejtár         | község                 | Balassagyarmati         | 1 377                      | 21,74         |
| Drégelypalánk  | község                 | Balassagyarmati         | 1 491                      | 22,18         |
| Érsekvadkert   | község                 | Balassagyarmati         | 3 574                      | 55,37         |
| Galgaguta      | község                 | Balassagyarmati         | 645                        | 15,89         |
| Herencsény     | község                 | Balassagyarmati         | 593                        | 33,18         |
| Hont           | község                 | Balassagyarmati         | 475                        | 24,13         |
| Hugyag         | község                 | Balassagyarmati         | 856                        | 10,9          |
| Iliny          | község                 | Balassagyarmati         | 157                        | 6,46          |
| Ipolyszög      | község                 | Balassagyarmati         | 649                        | 6,11          |
| Ipolyvece      | község                 | Balassagyarmati         | 773                        | 13,9          |
| Magyarnándor   | község                 | Balassagyarmati         | 1 122                      | 18,67         |
| Mohora         | község                 | Balassagyarmati         | 942                        | 15,95         |
| Nógrádkövesd   | község                 | Balassagyarmati         | 692                        | 8,8           |
| Nógrádmarcal   | község                 | Balassagyarmati         | 556                        | 19,93         |
| Őrhalom        | község                 | Balassagyarmati         | 983                        | 17,46         |
| Patak          | község                 | Balassagyarmati         | 912                        | 16,22         |
| Patvarc        | község                 | Balassagyarmati         | 708                        | 7,84          |
| Szanda         | község                 | Balassagyarmati         | 662                        | 21,49         |
| Szécsénke      | község                 | Balassagyarmati         | 199                        | 9,78          |
| Szügy          | község                 | Balassagyarmati         | 1 391                      | 19,49         |
| Terény         | község                 | Balassagyarmati         | 380                        | 24,35         |

## Fekvése
A kistérséget északról az Ipoly folyó és az országhatár, nyugatról a Szobi (Pest megye) és a Rétsági kistérség, délről a Váci kistérség (Pest megye), keletről a Pásztói és a Szécsényi kistérség határolta.
A térség fontosabb útja a 22-es főút, mely a szomszédos Rétsági és Szécsényi kistérségekkel köti össze.

A kistérségben fontosabb vasútvonalai a Aszód–Balassagyarmat–Ipolytarnóc és a Vác–Balassagyarmat-vasútvonal. A vasútvonalak Balassagyarmaton kívül több települést is érintenek a térségben.